# Cotriguaçu Cooperativa Central
A Cotriguaçu - Cooperativa Central é uma empresa brasileira, com sede no município de Cascavel, fundada por um consórcio de cooperativas agropecuárias da Região Oeste do estado do Paraná, no ano de 1975.

## Histórico
Cooperativas agrícolas dos municípios de Cascavel, Toledo, Palotina, Marechal Cândido Rondon e Campo Mourão, sob forma de condomínio, adquiriram uma área junto ao Porto de Paranaguá. A seguir criaram um consórcio de cooperativas, com vistas à exportação de seus produtos e elaboraram um projeto de quatro armazéns graneleiros com capacidade total de cem mil toneladas.
Logo depois ingressaram as cooperativas de Medianeira, Capanema e Cafelândia, ampliando o grupo para oito sócios.
A unidade Terminal Portuário de Paranaguá foi inaugurada com capacidade de recepção de mil toneladas por hora e embarque nos navios a uma velocidade de 1,5 mil toneladas/hora.
Em 13 de dezembro de 1975, o consórcio de cooperativas foi suprimido, sendo substituído por uma forma legal, nascendo a Cooperativa Central Regional Iguaçu Ltda – COTRIGUAÇU, uma cooperativa de segundo grau, com os objetivos de:
- 1º - Integrar as atividades econômicas, em maior escala, no interesse das cooperativas filiadas;
- 2º - Orientar as atividades econômicas e assistenciais;
- 3º - Coordenar a utilização recíproca de serviços;
- 4º - Desenvolver os interesses e atividades econômicas de caráter comum;
- 5º - Aprimorar as atividades econômicas e assistenciais.

A empresa cresceu rapidamente e, em 1976, atingiu 11,50% das exportações de grãos do Brasil e 47,9% das exportações do Estado do Paraná.
Em 1992, foi inaugurado o moinho de trigo, em Palotina. Em 2004, a razão social foi alterada para Cotriguaçu Cooperativa Central, bem como sua identidade visual. Em 2013, entrou em operação o Terminal Ferroviário para cargas frias e, em 2016, o terminal logístico de granéis, ambos no Porto Seco de Cascavel.
Hoje, a Cotriguaçu se consolidou em duas atividades: logística de produtos agropecuários e moagem de trigo.

## Estrutura
Sede Administrativa, localizada no centro da cidade de Cascavel.
Terminal Ferroviário, localizado no Porto Seco de Cascavel, junto aos trilhos da Ferroeste, conta com:
- Terminal Logístico de Congelados e Contêineres:  presta serviços de armazenagem; expedição; estufamento de contêineres; monitoramento com tomadas para caminhões no pátio de estacionamento; túnel de recuperação de frio, cross docking; monitoramento de contêineres; embarque em vagões ferroviários; recepção e expedição de contêineres de carga geral.[2][3]

- Terminal Logístico de Granéis: Inaugurado em 30 de março de 2016, ocupa área de 135 mil metros quadrados. A área construída tem 15.173 metros quadrados com capacidade estática de armazenagem de 120 mil toneladas. A capacidade de recepção é de 500 toneladas por hora e a de expedição de 750 toneladas/hora.[4]

Terminal Portuário, localizado no Porto de Paranaguá, com capacidade de embarcar 3 mil toneladas por hora e 2,5 milhões de toneladas por ano, além de armazenar 210 mil toneladas por ano. A unidade atua com contêineres de congelados, granéis sólidos em geral, notadamente soja, milho, sorgo, trigo, farelos e produtos segregados. No recinto alfandegado presta serviços de recepção, armazenagem, expedição, exportação e desembaraço aduaneiro de contêineres.
Moinho de Trigo, localizado em Palotina, com tecnologia avançada e sofisticado laboratório, tem capacidade de armazenagem de 50 mil toneladas de grãos e capacidade de moagem de até 400 toneladas por dia, 120 mil toneladas por ano, com seus produtos comercializados nos principais estados da Federação.

## Sócios
Atualmente a Cotriguaçu conta com quatro proprietários: as cooperativas C. Vale, de Palotina, Coopavel, de Cascavel, Copacol, de Cafelândia e Lar, de Medianeira, 